# Can Rovira (Polinyà)
Can Rovira és una masia del municipi de Polinyà (Vallès Occidental) que forma part de l'Inventari del Patrimoni Arquitectònic de Catalunya.

## Descripció
Segons l'esquema establert per Josep Danés i Torras en el seu treball publicat en el Butlletí del Centre Excursionista de Catalunya, veiem el que ell determina coma masies d'estructura clàssica. La que ara descriurem es troba agrupada en el grup II, és a dir, el grup que presenta masies amb teulada a dues vessants amb carener perpendicular a la façana. Paral·leles al carener s'hi troben les tres crugies que acostumen a compondre la planta. La façana principal presenta una porta central d'arc rodó de mig punt adovellat de molta bella i acurada factura i a cada costat sengles finestres rectangulars (si en altre temps han estat emmarcades després de la restauració no en queden restes).
En el primer pis guardant la simetria de la planta baixa, hi ha disposades tres finestres; la central que segurament correspondria a la gran sala que seria flanquejada pels dormitoris, conserva un bell emmarcament i elements de caràcter gòtic. Tot el mur es troba ben arrebossat. La coberta és de teules àrabs disposada a dues vessants d'escassa inclinació. El ràfec és d'incipient voladís, construït amb doble filada de teules disposades de manera harmònica i intencionalitat ornamental-decorativa. L'estructura global és molt típica d'aquest tipus d'arquitectura popular d'aquesta contrada.

### Finestra
Situada a la façana principal. Presenta característiques tipològiques i ornamentals que la situen a finals del gòtic. És rectangular, emmarcada amb pedres i una arcada rebaixada a la part de la llinda, que s'adapta al marc de l'arc. Al seu interior hi ha un arc polilobulat decorat amb elements florals i caps esculpits. A la part interior les pedres del marc estan treballades a manera de cordó o columna des de la base de l'ampit fins a l'arrencada de l'arc on hi ha dos petits caps que fan de capitells. El cordó segueix la resta de la llinda, resseguint l'arc.